# Tibesti Ouest
Tibesti Ouest là một tỉnh của Chad ở vùng Tibesti, một vùng của Chad với thủ phủ là Zouar.

## Hành chính
Tỉnh gồm 3 phó tỉnh (sous-préfectures):
- Goubonne
- Wour
- Zouar